# Cratere Kahukura
Kahukura è un cratere sulla superficie di Cerere.